# Chiesa di Santa Maria della Neve (Nuvolento)
La chiesa di Santa Maria della Neve è la parrocchiale di Nuvolento, in provincia e diocesi di Brescia; fa parte della zona pastorale della Morenica del Garda.

## Storia
Già nel Medioevo Nuvolento fu sede di un'importante pieve, dedicata all'Assunzione di Maria ma conosciuta popolarmente con il nome di Santa Stefania, la quale estendeva la sua giurisdizione su una vasta porzione della Morenica del Garda e della bassa Val Sabbia che andava da Virle a Gavardo e dalle Coste di Sant'Eusebio sino al ponte del Bettoletto.

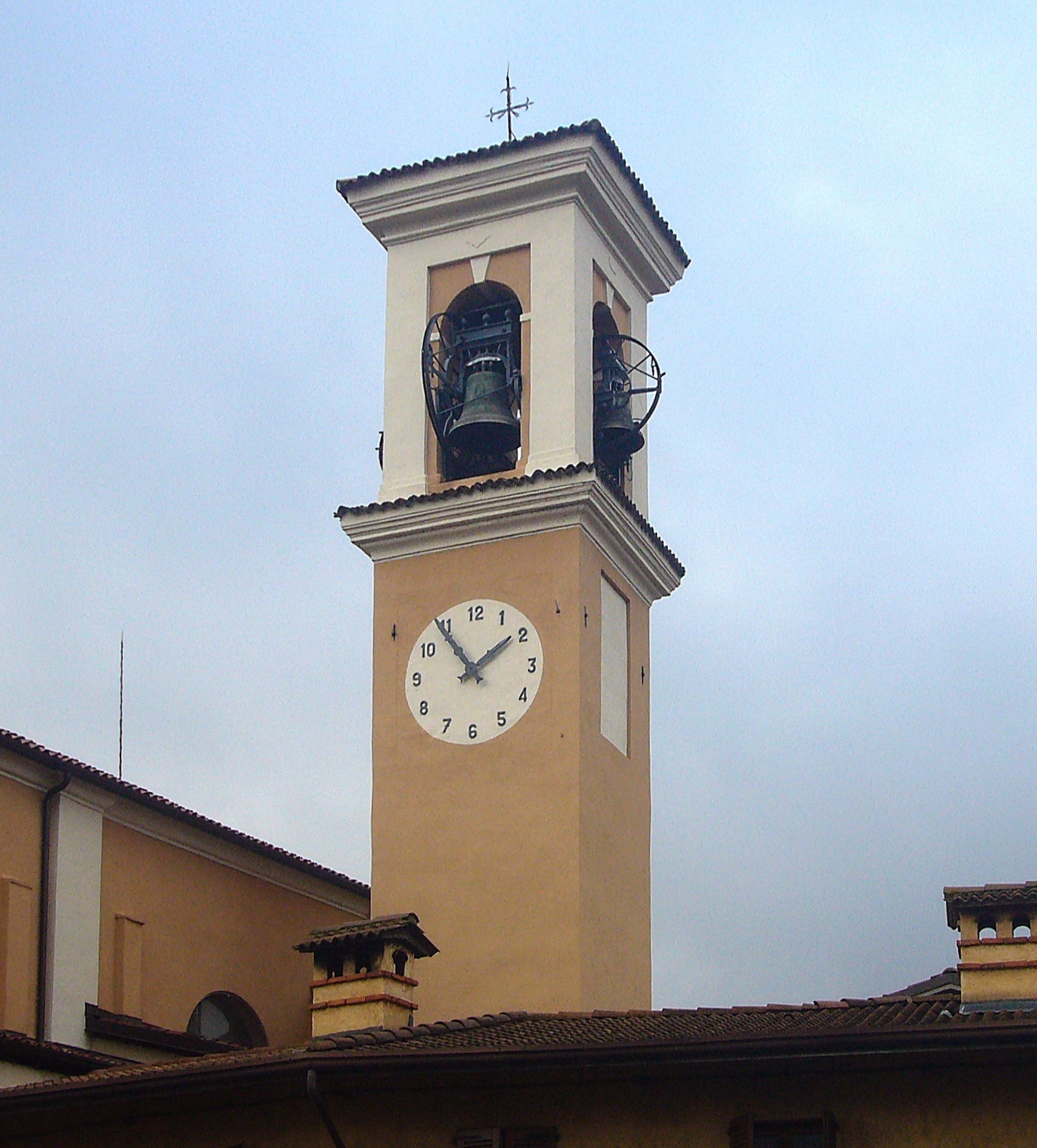
Il campanile

Tra il XIV e il XV secolo fu costruito presso il castello, in paese, un secondo luogo di culto, intitolato alla Beata Vergine della Neve; benché di piccole dimensioni, presto le funzioni vennero spostate qui per comodità dei fedeli.
Verso la metà del Settecento venne edificata la nuova parrocchiale neoclassica, che fu poi ampliata nel secolo successivo per interessamento dell'arciprete don Samuelli.
Sul finire degli anni sessanta si provvide ad adeguare la chiesa alle norme postconciliari con l'aggiunta dell'ambone e dell'altare rivolto verso l'assemblea.

## Descrizione

### Esterno
La facciata a capanna della chiesa, rivolta a sudest, presenta il portale d'ingresso architravato, una raffigurazione di Santa Maria della Neve e una finestra semicircolare ed è scandita da quattro lesene sorreggenti il timpano di forma triangolare.

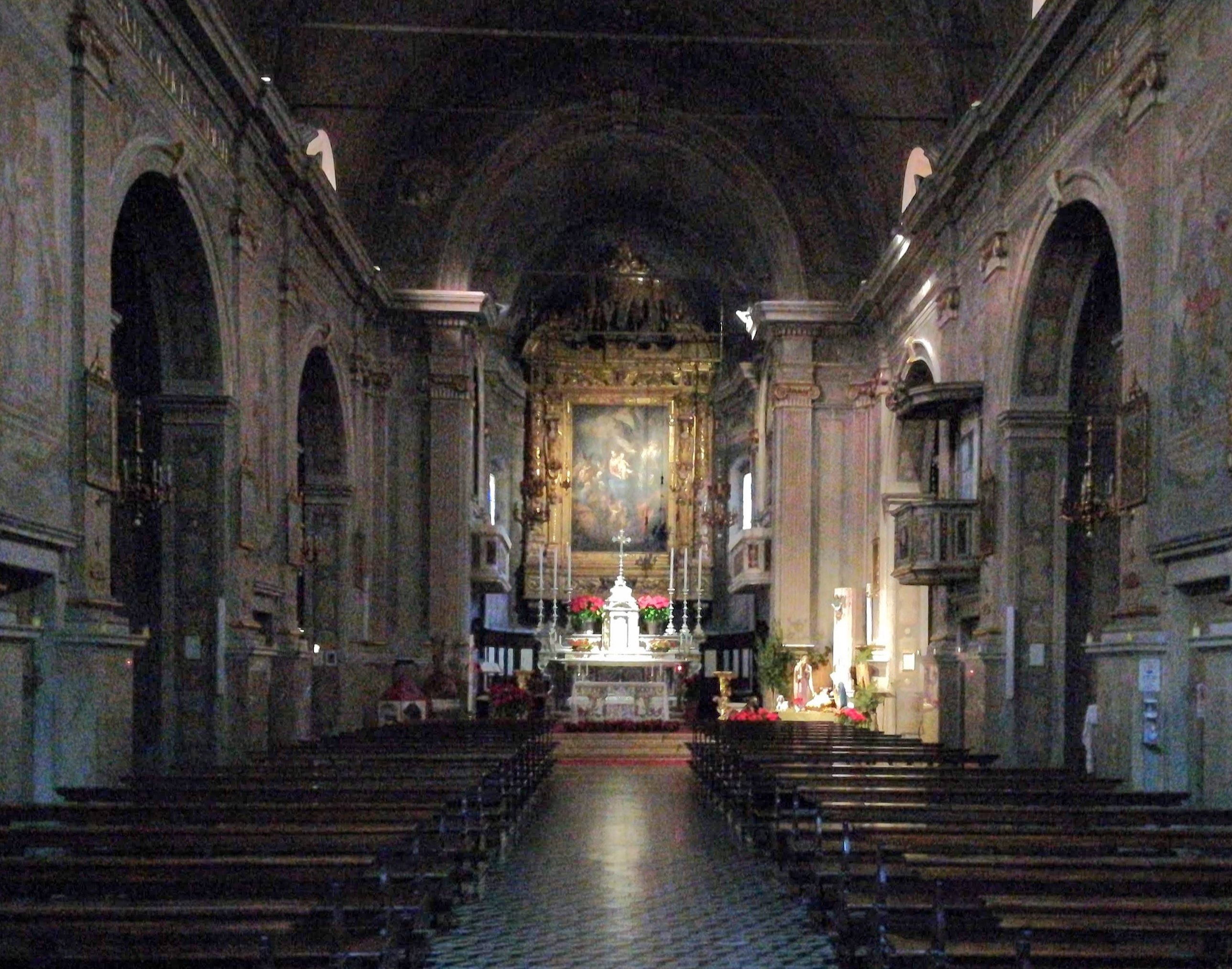
L'interno

Annesso alla parrocchiale è il campanile a base quadrata, la cui cella presenta su ogni lato una monofora a tutto sesto, affiancata da lesene, ed è coperta dal tetto a quattro falde.

### Interno
L'interno si compone di un'unica navata, sulla quale si affacciano le cappelle laterali introdotte da archi a tutto sesto e le cui pareti sono scandite da lesene sorreggenti la trabeazione modanata e aggettante sopra la quale si imposta la volta a botte; al termine dell'aula si sviluppa il presbiterio, rialzato di alcuni gradini, ospitante l'altare maggiore e chiuso dall'abside.
Qui sono conservate diverse opere di pregio, tra le quali la pala con soggetto il Miracolo dell'Esquilino, eseguita da Andrea Celesti, la tela raffigurante la Visione di San Liberio papa e l'organo, costruito nel 1850-1851 dal cremonese Angelo Amati.